# Insculturas da Lajeira
A  Estação de Arte Rupestre da Lajeira  (insculturas da Lajeira) é constituída por uma rocha de xisto insculturada, com cerca de 12 metros quadrados a cerca de 830 metros de altitude, com motivos pertencendo na sua generalidade à mesma fase de gravação, e cuja cronologia aponta para o período entre o Neolítico Final e a Idade do Bronze. Localiza-se cerca da estrada Relvas - Perna do Galego, na freguesia da Ermida, concelho da Sertã. 
Obtidas por picotagem, as gravuras são de tipo geométrico-simbólico, destacando-se no conjunto as formas em espiral, as composições circulares e as linhas meândricas, algumas combinadas em associações complexas, representam espirais percutidas, meandriformes e serpentiformes, com vagas figuras antropomorfas. Estas características, bem como a implantação da rocha, em posição dominante a meia encosta, numa aparente demarcação territorial, permite considerá-la uma das estações mais meridionais do nosso território dentro do círculo da arte galaico-portuguesa, possivelmente combinada com a influência da arte rupestre do Vale do Tejo.
Para além das características particulares e da homogeneidade da sua gramática figurativa, a importância da Estação da Lajeira está ainda relacionada com a sua localização numa região com poucos exemplares conhecidos de gravuras rupestres, constituindo um testemunho importante da arte rupestre da nossa pré-história recente.
As insculturas da Lajeira foram inicialmente identificadas e descritas pelos arqueólogos Filomena Gaspar e Carlos Batata. Estas insculturas têm sido comparadas com os vestígios encontrados no vale do Tejo, em particular no Fratel.
A Estação de Arte Rupestre da Lajeira encontra-se classificada como sítio de interesse público, conforme Portaria n.o 654/2014, publicada no Diário da República, 2.a série, n.o 152, de 8 de agosto.